# Caroline Unger
Pour les articles homonymes, voir Unger.
Caroline Unger, née à Vienne le 28 octobre 1803 et morte à Florence le 23 mars 1877, est une contralto austro-hongroise.  

## Biographie
Elle étudia en Italie, où elle eut comme professeurs Aloysia Weber Lange et Domenico Ronconi. Elle fit ses débuts dans sa cité natale en 1821 dans Così fan tutte.  
Elle fit la rencontre de Franz Liszt lorsqu'elle était alors âgée de 19 ans le 1er décembre 1822 où il se produisait également dans un concerto à Vienne. Elle lui fit alors forte impression.
Trois ans plus tard, elle fut amenée à chanter la neuvième Symphonie et la Missa Solemnis de Ludwig van Beethoven lors de leur création. Elle est mémorable pour son rôle dans la fameuse anecdote concernant les applaudissements lors de la première de la Neuvième symphonie de Beethoven - c'est elle qui aurait retourné le compositeur complètement sourd pour recevoir les applaudissements tonitruants de son public... Elle se consacra ensuite à des œuvres italiennes. On compte ainsi parmi les opéras écrits pour elle La Straniera de Vincenzo Bellini ainsi que Maria de Rudenz et Parisina de Gaetano Donizetti. Unger connut un grand succès au Théâtre des Italiens à Paris en 1833.  
En 1841, elle épousa François Sabatier et se retira de la scène.
Caroline Unger est également connue comme compositrice. Sur des textes de son époux ou de poètes adulés (Lamartine, Heine, Geibel...) elle a écrit des lieder.